# Chikashi Masuda
Chikashi Masuda, född 19 juni 1985 i Miyazaki prefektur, Japan, är en japansk fotbollsspelare som sedan 2013 spelar för sydkoreanska Ulsan Hyundai.